# Parkour ai Giochi mondiali 2022 - Freestyle maschile
La gara del freestyle maschile di parkour ai Giochi mondiali 2022 si è svolta il 10 luglio 2022 a Birmingham.

## Risultati

### Qualificazioni
| Rank | Atleta              | Nazione     | Punteggio | Note |
| ---- | ------------------- | ----------- | --------- | ---- |
| 1    | Ioakeim Theodoridis | Grecia      | 23.5      | Q    |
| 2    | Shion Katsunori     | Giappone    | 20.5      | Q    |
| 3    | Elis Torhall        | Svezia      | 20.0      | Q    |
| 4    | Martin Dimitrov     | Bulgaria    | 20.0      | Q    |
| 5    | Jeremy Lorsignol    | Belgio      | 19.5      | Q    |
| 6    | Aaron Vivar         | Spagna      | 19.0      | Q    |
| –    | David Nelmes        | Regno Unito | –         | DNS  |
| –    | Bohdan Kolmakov     | Ucraina     | –         | DNS  |

| Rank | Atleta              | Nazione     | Punteggio | Note |
| ---- | ------------------- | ----------- | --------- | ---- |
| 1    | Ioakeim Theodoridis | Grecia      | 23.5      | Q    |
| 2    | Shion Katsunori     | Giappone    | 20.5      | Q    |
| 3    | Elis Torhall        | Svezia      | 20.0      | Q    |
| 4    | Martin Dimitrov     | Bulgaria    | 20.0      | Q    |
| 5    | Jeremy Lorsignol    | Belgio      | 19.5      | Q    |
| 6    | Aaron Vivar         | Spagna      | 19.0      | Q    |
| –    | David Nelmes        | Regno Unito | –         | DNS  |
| –    | Bohdan Kolmakov     | Ucraina     | –         | DNS  |